# Padarníu
Padarníu o Padarniú (Paderniu en catalán ribagorzano y Padarnín en aragonés), es una localidad española del municipio de Valle de Lierp, en la Ribagorza, provincia de Huesca, Aragón.

## Historia
La primera citación conocida data del siglo VI en el que aparece la expresión "In terra hilardensi paternianico", haciendo referencia a Padarníu. En un documento de 1004 del monasterio de Obarra encontramos "in villa Paternini". En otro documento de 1092 se vuelve a mencionar a Padarníu de la misma manera para referirse a que su iglesia era en honor a Santa Eulalia y dependía de San Vicente de Roda.

## Toponimia
Según Mascaray Sin, el topónimo es del vasco padar que significa ermitaño con el sufijo -ui o -uí, el significado completo sería «la propiedad del ermitaño». En algunos documentos del medievo es mencionado como Paternini.

## Demografía
| Gráfica de evolución de Padarníu entre 2000 y 2020 |
|                                                    |
| Población según el INE en 2020.                    |

## Lugares de interés
- Ermita de San Pedro, del siglo XVIII y con romería en todo el municipio el 13 de junio.[5]
- Casa Fumenal de entre los siglos XVII y XVIII como lugar turístico.[6]

## Lengua
En la localidad se habla una transición entre el aragonés y catalán con vocablos propios igual que en el resto del Valle de Lierp.

## Fiestas

### Primavera
- La fiesta menor el 5 de febrero, en honor a Santa Águeda.
- 13 de junio, romería en honor a San Antonio.

### Verano
- 29 de junio, romería en honor a San Pedro.
- 2 de julio, romería en honor a la Virgen del Pueyo.
- La fiesta mayor entre el 8 y 9 de septiembre.[5]